# Dichelyne bonacii
Dichelyne bonacii is een rondwormensoort uit de familie van de Cucullanidae. De wetenschappelijke naam van de soort is voor het eerst geldig gepubliceerd in 2002 door Gonzalez-Solis, Arqaez-Garcia & Guillen-Hernandez.